# قمل الرأس
قمل الرأس (الاسم العلمي: )، هو قمل طفيلي خارجي يلزم البشر مما يسبب عدوى قمل الرأس. قمل الرأس حشرات غير مجنحة تقضي كل حياتهم على فروة رأس الإنسان وتتغذى على دم الإنسان. البشر هم العائل الوحيد المعروف لهذا الطفيلي بالتحديد، بينما الشمبانزي يعول نوع قريب الصلة وهو قمل الشمبانزي (Pediculus schaeffi). الأنواع الأخرى من القمل تغزو معظم رتب الثدييات وجميع رتب الطيور، وكذلك أجزاء أخرى من جسم الإنسان.